# Bilunabirotonda
In geometria solida, la bilunabirotonda è un poliedro con 14 facce, due quadrate, quattro pentagonali e otto triangolari. Nella bilunabirotonda ogni faccia pentagonale è circondata da una faccia pentagonale e quattro triangolari, ogni faccia quadrata è circondata da quattro facce triangolari, e ogni faccia triangolare è circondata da una faccia quadrata e due pentagonali.

## Caratteristiche
Una bilunabirotonda avente per facce solamente poligoni regolari è uno dei 92 solidi di Johnson, in particolare quello indicato come J91, ossia un poliedro strettamente convesso avente come facce dei poligoni regolari ma comunque non appartenente alla famiglia dei poliedri uniformi, ed è parte di un gruppo di nove solidi di Johnson che non possono essere realizzati attraverso la manipolazione di solidi platonici o archimedei.
Per quanto riguarda i 14 vertici di questo poliedro, su 2 di essi incidono due facce pentagonali e due triangolari, su 4 di essi incidono due facce pentagonali e una triangolare, e sui restanti 8 vertici incidono invece una faccia pentagonale, una quadrata e due triangolari.

## Formule
Considerando una bilunabirotonda avente come facce dei poligoni regolari aventi lato di lunghezza {\displaystyle a}, le formule per il calcolo del volume {\displaystyle V} e della superficie {\displaystyle A} risultano essere:
{\displaystyle V={\frac {a^{3}}{12}}\left(17+9{\sqrt {5}}\right)\approx 3,0937176\ldots a^{3};}
{\displaystyle A=a^{2}\left(2+2{\sqrt {3}}+{\sqrt {25+10{\sqrt {5}}}}\right)\approx 12,3460112\ldots a^{2}.}

## Coordinate cartesiante
Considerando una bilunabirotonda centrata nell'origine e con spigolo di lunghezza pari a 1, i suoi vertici sono definiti dalle coordinate:
{\displaystyle \left(0,0,\pm {\frac {\varphi }{2}}\right)}
{\displaystyle \left(\pm {\frac {(\varphi +1)}{2}},\pm {\frac {1}{2}},0\right)}
{\displaystyle \left(\pm {\frac {1}{2}},\pm {\frac {\varphi }{2}},\pm {\frac {1}{2}}\right)}
dove {\displaystyle \varphi ={\frac {1+{\sqrt {5}}}{2}}} è la sezione aurea.

## Poliedri e tassellature dello spazio correlati
La bilunabirotonda ha una forte relazione con l'icosidodecaedro, uno dei solidi archimedei. Considerando uno dei due gruppi formati da due pentagoni e due triangoli della bilunabirotonda, si vede che esso può essere allineato con un gruppo di facce congruente presente sulla superficie dell'icosidodecaedro; considerando due bilunabirotonde allineate in questo modo e poste su lati opposti di un dell'icosidodecaedro, è possibile vedere che i loro vertici si incontrano nel centro esatto di quest'ultimo.
La bilunabirotonda può essere usata assieme a cubi e a dodecaedri regolari per creare una tassellatura dello spazio completa. 
| Tassellatura spaziale con cubi, dodecaedri e bilunebirotonde. | Sei bilunabirotonde attorno a un cubo con cui condividono ognuna una faccia quadrata. |